# Josef Madersperger

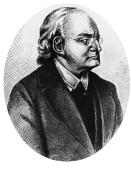
Josef Madersperger (1768–1850)

Josef Madersperger (* 6. Oktober 1768 in Kufstein; † 2. Oktober 1850 in Wien) war ein Schneidermeister. Er gilt als einer der Erfinder der Nähmaschine.

## Leben

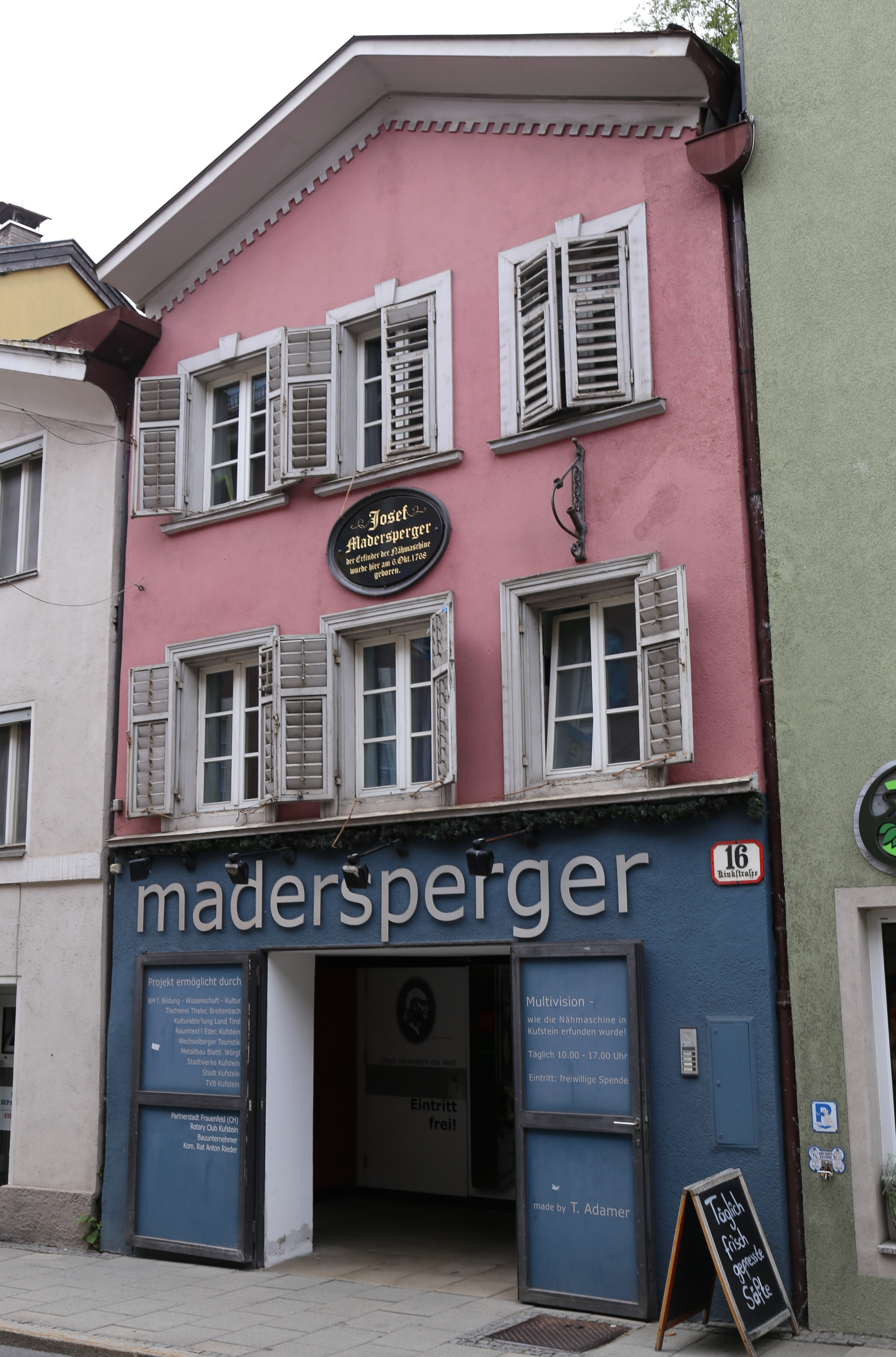
Maderspergers Geburtshaus in Kufstein (heute Museum)

Josef Madersperger übersiedelte 1790 mit seinem Vater nach Wien, weil sein Tiroler Elternhaus abgebrannt war. Dort begann er 1807 mit der Entwicklung der Nähmaschine, in die er all seine Ersparnisse und seine ganze Freizeit steckte. 1814 stellte er seine erste Nähmaschine vor, die die Bewegung der nähenden menschlichen Hand nachahmte, und demgemäß „Nähhand“ genannt wurde. Madersperger verwertete das 1815 ihm gewährte, einem Patent entsprechende Privileg nicht, das nach 3 Jahren erlosch, da er die für die Verlängerung erforderlichen Gebühren nicht rechtzeitig bezahlte.
Er hat sich zeitweilig als Obsthändler durchgebracht, wie dem Ansuchen beim Magistrat um Konzession zu entnehmen ist. Allerdings ist nicht bekannt, wie Madersperger dieses Gewerbe ausgeübt hat. Im Jahr 1823 wohnte er jedenfalls in der Himmelpfortgasse 14 und wurde als „gewesener bürgerlicher Schneider“ geführt.
Nach einigen erfolglosen Verbesserungsversuchen erfand Madersperger 1839 eine Maschine, die den Webvorgang nachahmte und mit dem Kettenstich arbeitete. Da Madersperger kein Geld hatte, um eine Fabrik zu bauen, schenkte er 1839 sein Nähmaschinenmodell dem k.k. polytechnischen Institut. 1841 erhielt er eine Bronzemedaille vom Niederösterreichischen Gewerbeverein.
1850 zog Madersperger mit seiner Frau in das Versorgungshaus in St. Marx, vermutlich weil er – er war bereits im 82. Lebensjahr – pflegebedürftig war.
Madersperger verstarb am 2. Oktober 1850. Dass er „völlig verarmt“ starb, ist wohl eine Legende. Er wurde auf dem nahe gelegenen Sankt Marxer Friedhof beigesetzt.

## Erinnerung

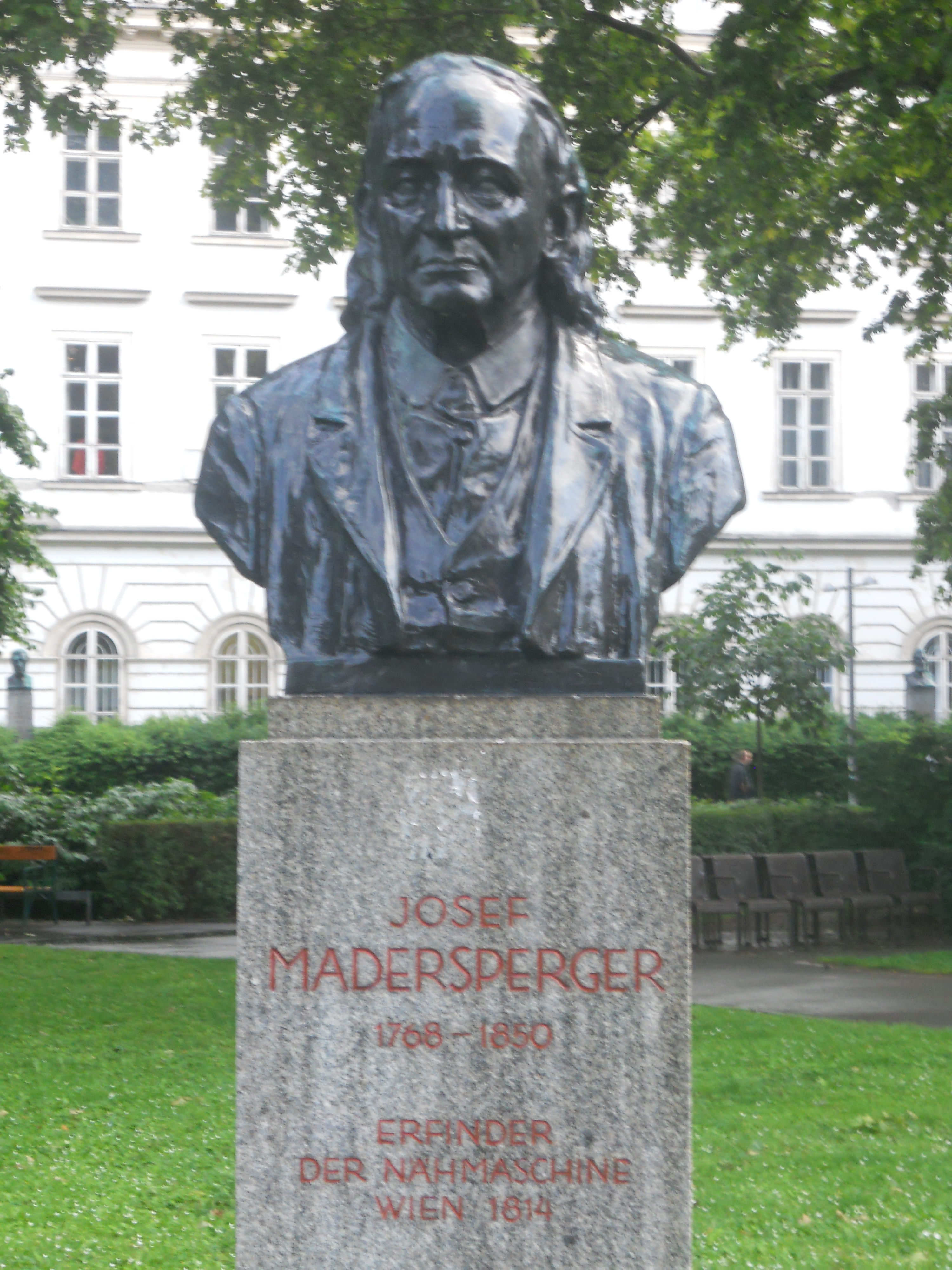
Das Denkmal Maderspergers am Wiener Karlsplatz

Die Wiener Schneiderinnung ließ an seiner ungefähren Grabstelle ein gusseisernes Kreuz errichten und pflegt dieses bis zum heutigen Tage.
Josef Madersperger zu Ehren wurde 1933 ein Denkmal im Resselpark am Karlsplatz enthüllt, außerdem tragen Straßen in Wien, Linz, Salzburg, Innsbruck, Graz und Kufstein seinen Namen. An der Stelle des ehemaligen Versorgungshauses in Sankt Marx wurde von 1953 bis 1956 ein Gemeindebau errichtet, an dem eine Gedenktafel an Madersperger erinnert. Die Anlage wird daher von den Bewohnern Madersperger-Hof genannt.
In Kufstein befindet sich in Maderspergers Geburtshaus das nur 14 m² große Museum „madersperger“. Hier ist die Nähmaschinensammlung der Stadt Kufstein ausgestellt. Diese und andere Exponate werden durch eine Multimediashow und Schautafeln erläutert und ergänzt.

## Bilder

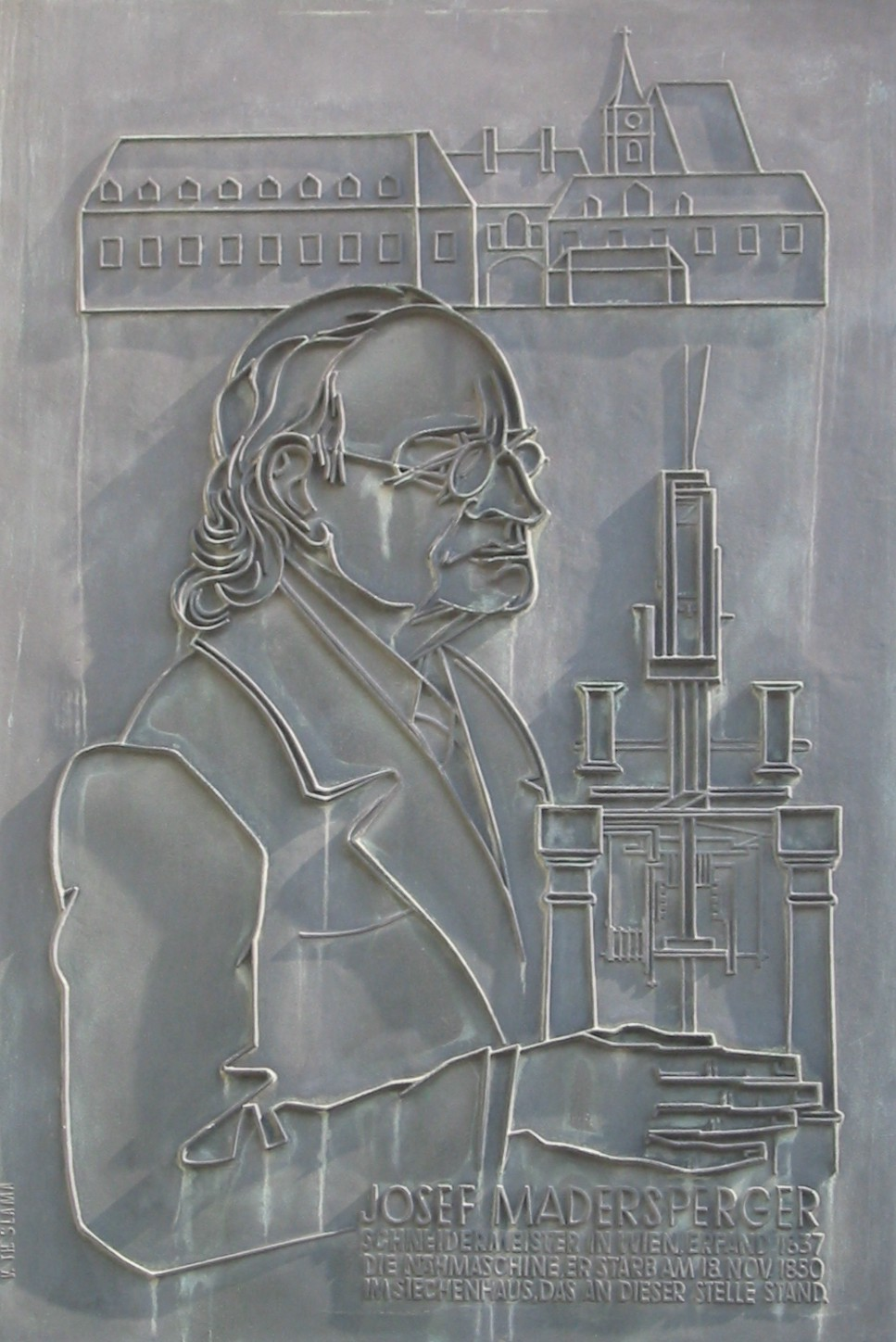
Gedenktafel am Maderspergerhof
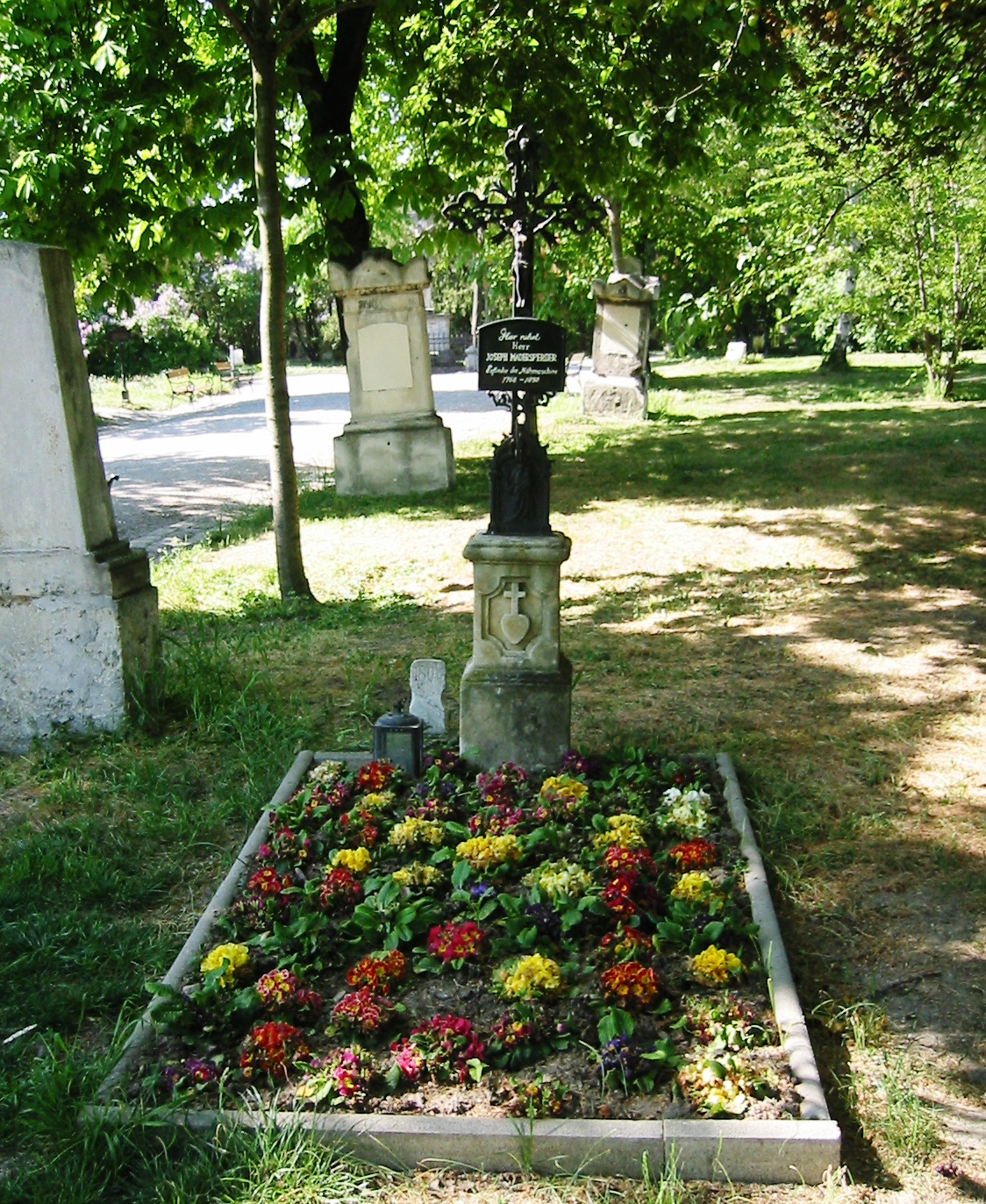
Grab auf dem St. Marxer Friedhof
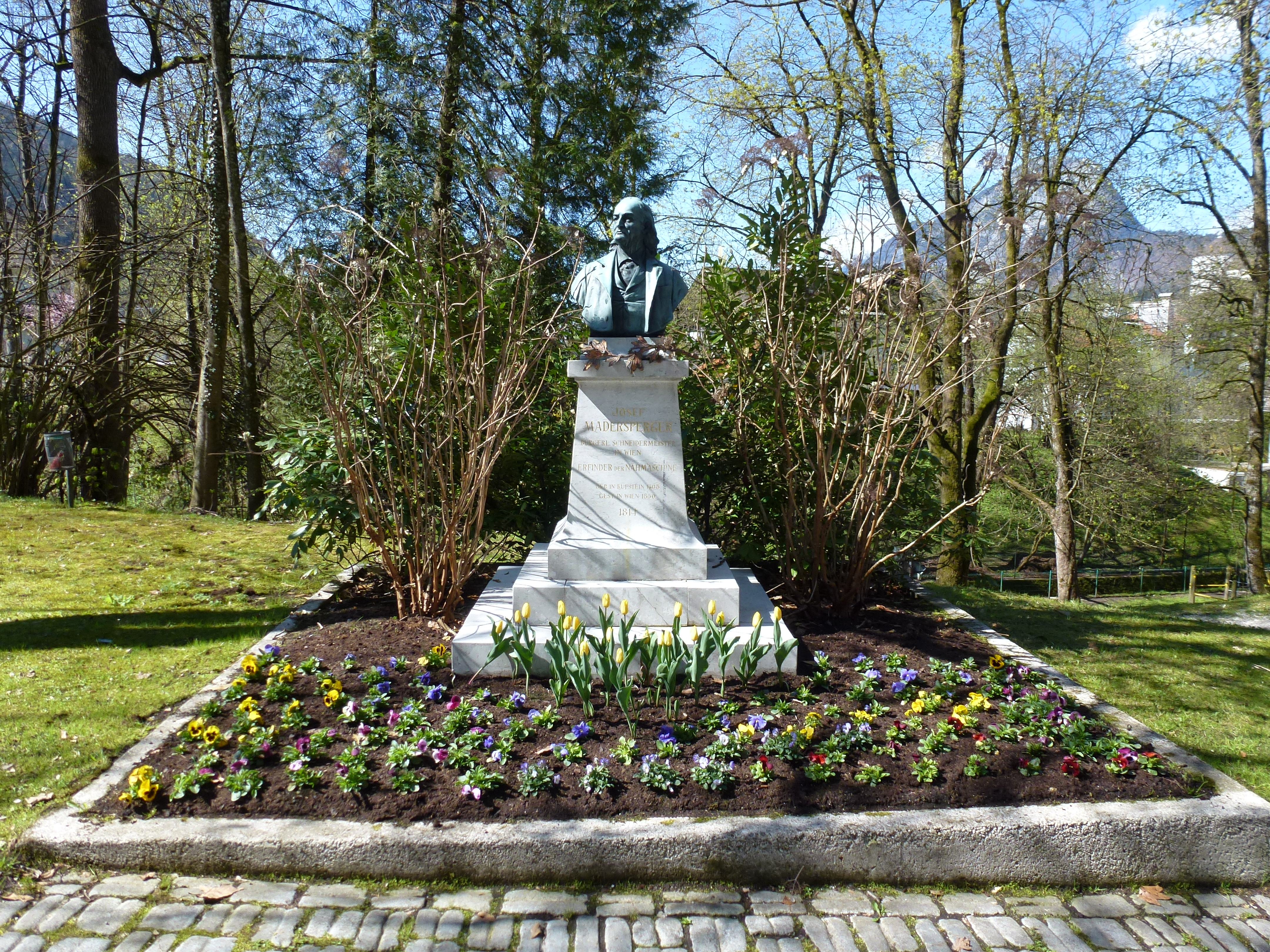
Maderspergerdenkmal in Kufstein
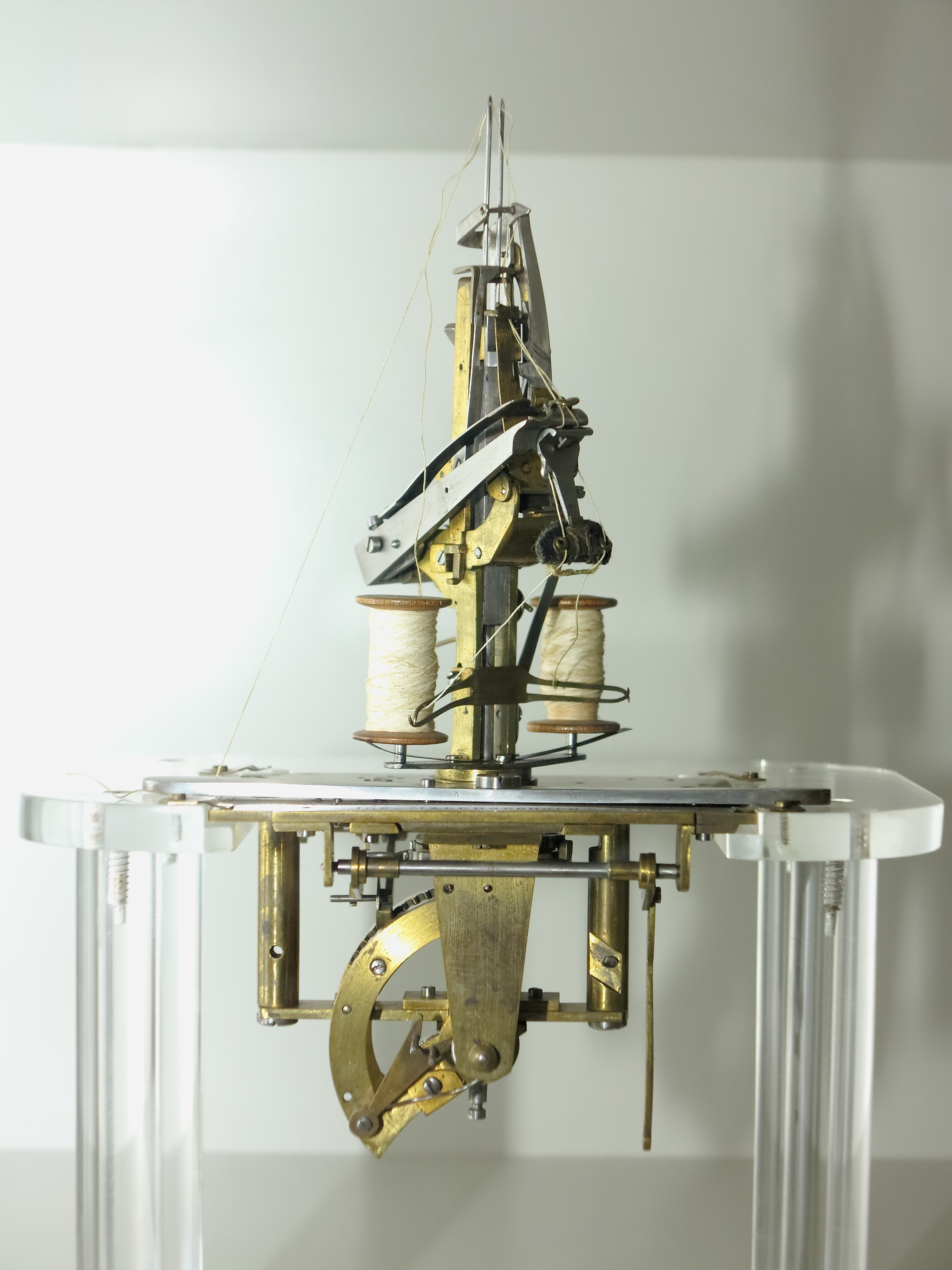
„Nähhand“ des Josef Madersperger um 1825, Technisches Museum Wien